# Исламбахтинский сельсовет
Исламбахтинский сельсове́т — упразднённая в 2008 году административно-территориальная единица и сельское поселение (тип муниципального образования) в составе Ермекеевского района. Почтовый индекс — 452187. Код ОКАТО — 802258000. Образован в 1994 году.
Объединён с сельским поселением Тарказинский сельсовет.

## Состав сельсовета
село Исламбахты — административный центр, деревня Ик

## История
Указ Президиума ВС РБ от 16.12.94 N 6-2/189 "О некоторых изменениях административно - территориального устройства в Ермекеевском районе" постановлял:

 "1. Образовать в Ермекеевском районе Абдулкаримовский сельсовет с административным центром в с. Абдулкаримово.
2. Включить в состав Абдулкаримовского сельсовета с. Абдулкаримово, исключив его из состава Ермекеевского сельсовета.

3. Установить границу Абдулкаримовского и Ермекеевского сельсоветов согласно представленной схематической карте.
Закон Республики Башкортостан от 19.11.2008 N 49-з «Об изменениях в административно-территориальном устройстве Республики Башкортостан в связи с объединением отдельных сельсоветов и передачей населённых пунктов», ст.1 п. 21) в) гласил:

 "Внести следующие изменения в административно-территориальное устройство Республики Башкортостан:
 объединить Тарказинский и Исламбахтинский сельсоветы с сохранением наименования «Тарказинский» с административным центром в селе Тарказы.
Включить село Исламбахты, деревню Ик Исламбахтинского сельсовета в
состав Тарказинского сельсовета.

Утвердить границы Тарказинского сельсовета согласно представленной схематической карте.

Исключить из учётных данных Исламбахтинский сельсовет

## Географическое положение
На 2008 год находился на пересечении границ Белебеевского, Бижбулякского  и Ермекеевского районов, по границе с Оренбургской областью, граничил с муниципальными образованиями: Восьмомартовский сельсовет, Тарказинский сельсовет  («Закон Республики Башкортостан от 17.12.2004 N 126-з (ред. от 19.11.2008) „О границах, статусе и административных центрах муниципальных образований в Республике Башкортостан“»).